# 矢田部公望
矢田部 公望（やたべ の きんもち、生没年不詳）は、平安時代中期の官人・学者。矢田部稲吉あるいは大内記・矢田部名実の子。官位は外従五位下・文章博士。

## 経歴
延喜4年（904年）に開催された日本紀講筵に尚復として参加し、『日本書紀私記』の一つである『延喜公望私記』を著す。
左少史・権少外記を経て、承平2年（932年）外従五位下・大外記に叙任される。承平3年（933年）阿波介に任ぜられ地方官に転じた。承平6年（936年）の日本紀講筵では、文章博士として講師を務めている。

## 人物
『日本書紀私記』の一つである『延喜公望私記』は、父または兄弟とされる矢田部名実の残した『元慶私記』に、公望が自説を加えることで成立したと想定されているが、現在は散逸し、逸文として『釈日本紀』『和名抄』等に伝わっている。
『先代旧事本紀』の作者とする見解もある。

## 官歴
注記のないものは『外記補任』による。
- 時期不詳：左少史
- 延長7年（929年） 正月29日：権少外記
- 承平2年（932年） 正月27日：大外記。11月16日：外従五位下
- 承平3年（933年） 正月12日：阿波介
- 承平6年（936年） 12月8日：見文章博士

## 系譜
- 父：矢田部稲吉[2]または矢田部名実[1]
- 母：不詳
- 生母不詳の子女
  - 男子：矢田部春生[2]